# Les noces místiques del Venerable Anyés
Les noces místiques del Venerable Anyés és un quadre que forma part del conjunt pictòric del pintor renaixentista valencià, Joan de Joanes (1505-1579).

## Localització
Aquest oli sobre taula de 77 x 174 cm està datat entre els anys 1553 i 1557 aproximadament. Fou encarregat pel comte d’Oliva, en Francesc Gilabert de Centelles en homenatge al venerable clergue Joan Baptista Anyés, qui havia sigut el seu tutor i mestre. Originalment, es trobava en la capella de Sant Jordi, a la catedral de València, davall el patronatge dels Centelles. Aquesta capella passaria posteriorment a la família dels Borja, sent fundada per l'ardiaca Francesc de Borja en 1670 en honor al seu avi, el sant duc de Gandia. Amb la renovació neoclàssica de la catedral entre 1780-1787, la taula fou traslladada a casa d'en Pere Salvador, procurador de la duquesa de Gandia. Després passà a mans del beneficiat Miquel Sánchez Gil i a la seua mort en 1847 a les del canonge Francisco Peris. Actualment, es conserva al Museu de Belles Arts de València, des que l’any 1884 Francisco Peris en va fer la donació i des de llavors pertany als fons de la Reial Acadèmica de Sant Carles.

## Anàlisi estilística
L’obra pictòrica de Joan de Joanes es veu influenciada per trets notables de grans mestres italians del renaixement, com Rafael i Leonardo da Vinci. Diferents especialistes han afirmat l'italianisme en la bellesa del paisatge, sobretot en l'empremta leonardesca, rebuda a través de les pintures dels Hernandos, o els trets rafaelescos en els personatges infantils.
D’altra banda, hi ha una combinació dels colors càlids i freds en la indumentària dels personatges protagonistes, que recorre tota la composició creant un ritme harmònic i equilibrat. Una altra influència itàlica n’és la composició en forma triangular, dividida en tres grups de protagonistes. Predomina també el detallisme i l’expressió continguda, tal com es pot observar clarament en els rostres idealitzats i les accions contingudes que realitzen els personatges principals de l’escena.

## Aproximació al significat
En aquest quadre, l’artista va projectar al llenç un somni que el mateix Anyés va tenir, tradició recollida en el testimoni del beat Gaspar Bono. El venerable imagina a santa Agnés en persona entregant-li un anell com a signe de desposori. D’ací prové el títol del quadre Les noces místiques del venerable Anyés.

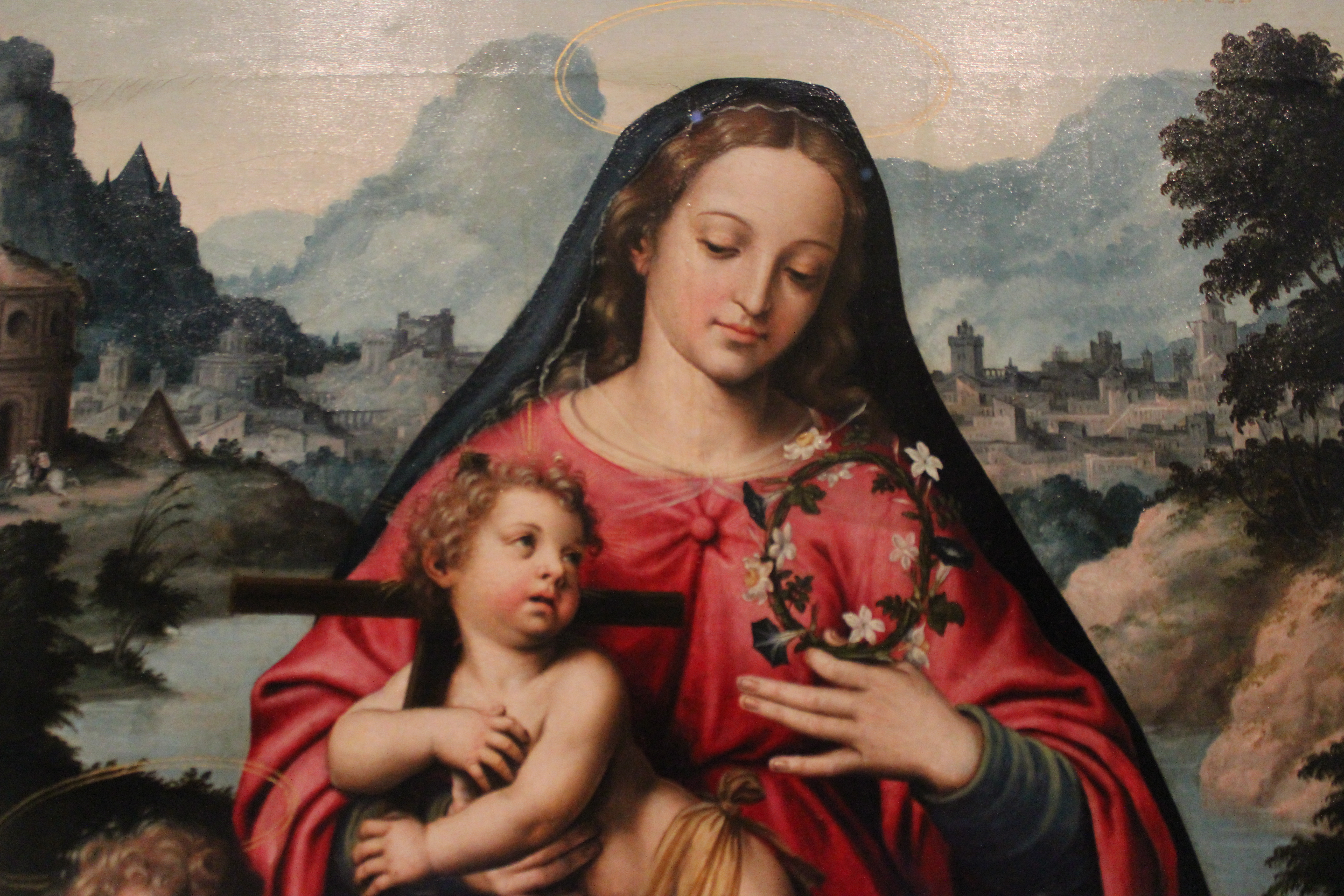
Mare de Déu dels Desemparats

La composició deriva d'una sacra conversazione amb la Mare de Déu dels Desemparats envoltada de sants, tipologia habitual a la pintura italiana. No obstant això, la manera d’il·lustrar-la abandona el hieratisme comú a aquest tipus de pintures i passa a predominar un naturalisme idealitzat propi del context renaixentista. El vel que subtilment porta al cap, simbolitza la irradiació teofànica de la plena de gràcia. Els lliris que apareixen a la mà dreta en altres representacions, s'han substituït per una corona de flors (capolls blancs de gessamí amb campanetes blaves violàcies) que simbolitza la glòria i la beatitud dels sants que l’acompanyen.
Damunt de la Mare de Déu està assegut el Nen Jesús. La creu que abraça simbolitza l’emblema de la cofraria i a més caracteritza una meditació sobre la Passió.
Un altre personatge és sant Joan Baptista. És representat com un infant al costat de l'anyell, atribut iconogràfic propi del personatge. Amb una mà sosté una creu i amb l’altra acaricia a dos infants més petits que ell. Aquests personatges són identificats com els sants innocents màrtirs, caracteritzats per unes cissures al llarg del seu cos, i predomina en ells una posició de súplica.
Per altra part, sant Joan Evangelista es manifesta com un infant redactant un llibre sobre una àguila, la qual identifica al personatge, atés que és el seu atribut iconogràfic, i que a més en aquesta ocasió li serveix de faristol per sostenir l'Evangeli.

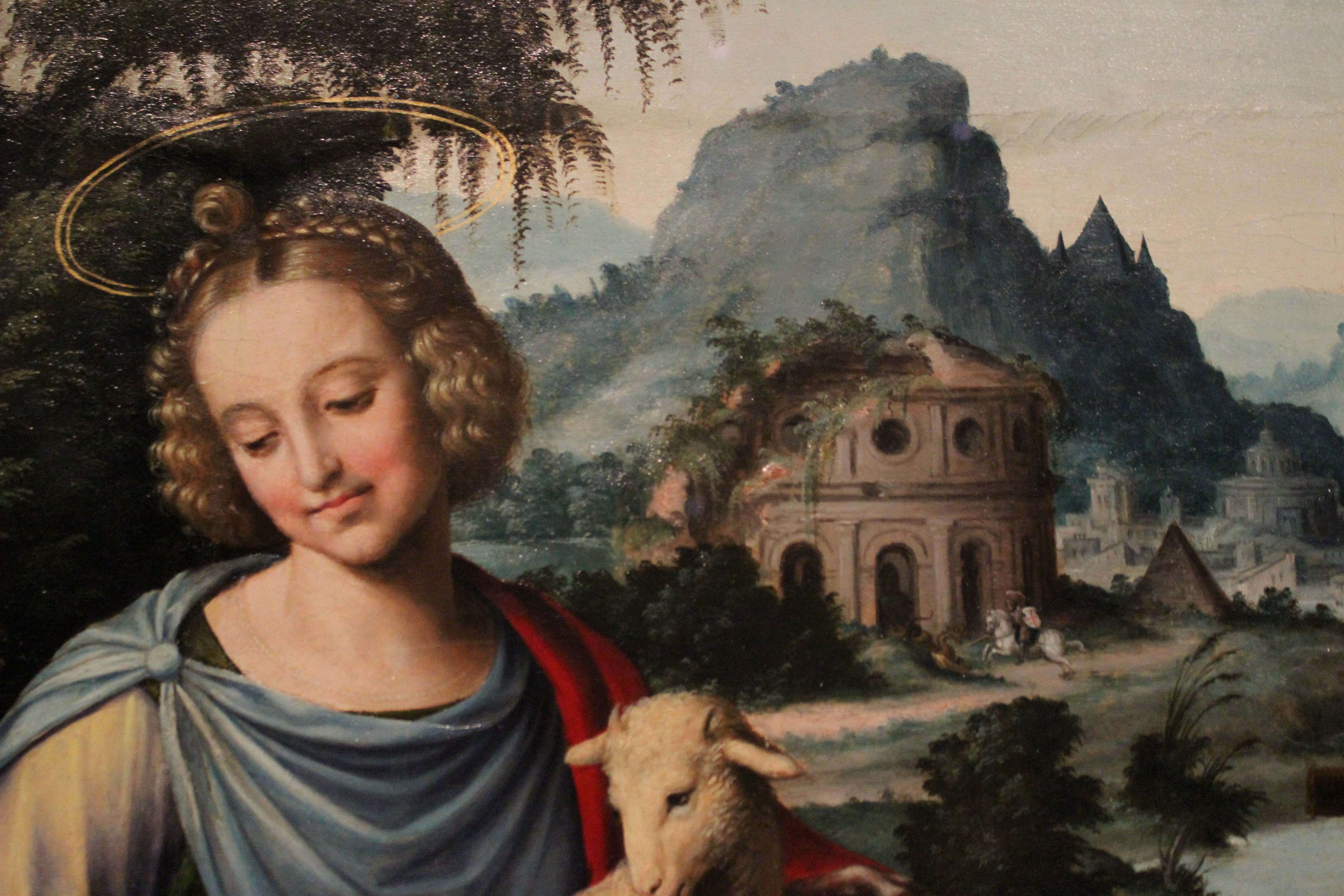
Santa Agnés amb lAgnus Dei.

A la dreta, santa Dorotea entrega a sant Teòfil unes magranes i un ram de roses i lliris. Seguidament, a la part esquerra, el venerable Joan Baptista Agnés (conegut també com el “venerable Anyés”) col·loca l’anell del desposori a santa Agnès, que sosté l’Agnus Dei. Anyés fou un humanista i sacerdot valencià, beneficiat de la catedral des de 1539, molt involucrat en l'ambient eclesiàstic i cultural del seu temps. Pel que fa a santa Agnès, el seu atribut més destacat és l'anyell blanc, que simbolitza innocència i castedat; al quadre apareix sobre les seues cames. D’altra banda, el nom de la santa al grec és Agné i guarda relació amb l’anyell, ja que al llatí es nomena Agnus.
En segon terme, en el fons paisatgístic, es troba sant Jordi matant al drac. Segurament inclòs per Joanes com al·lusió a l'antiga dedicació de la capella dels Centelles a sant Jordi. A més, observem un riu i unes runes clàssiques, on s'identifica una rotonda i la piràmide de Caio Cestio, potser en al·lusió a les pròpies inquietuds arqueologitzants de Joanes.
Cal destacar la inscripció llatina que es troba a la part superior del quadre “CRVX EST INNOCVIS AD STEMMATA FLORIDA TRAMES”. Aquesta té com a traducció “La Creu és per als innocents camí cap a les corones florides”. Amb ella es pot establir la relació entre el que significa i la representació de diversos elements florals.
La pintura conserva altres inscripcions al marc. Al costat esquerre s'anota “PROCUL HINC MASTIX FUGE SADANAPALE SUBARROR/AGNO ANGA, CASTRO CASTRA, PIOQUE PIA SPONSA”. Té com a traducció “Lluny d'ací assot, fuig oh Sardanàpal perquè m'estic casant; una casta xai per a un anyell cast, per al piadós una piula esposa”.
D’altra banda, a la dreta del marc hi ha una altra inscripció: “TEOPHILE SUM CHRISTI DOROTHEA CARPE HORTICE/SUPERIS LILIA, MALA ROSAS”. Aquesta té com a traducció “Oh, Teòfil, soc Dorotea, esposa de Crist, agafa dels horts lliris celestes, fruita i roses”. Aquestes roses són representades en el quadre (tres roges i una blanca) igual que la fruita (dues magranes).
Respecte a la interpretació de l’obra, ens trobem davant una singular versió de la Mare de Déu dels Innocents i Desemparats envoltada de personatges caracteritzats per la puresa virginal com a virtut principal. A més, el quadre conté elements al·legòrics, com ara els lliris i les roses, símbol de puresa i perfecció, les magranes establint una unió mística entre l’ànima i el cos, o la garlanda de flors que sosté la Mare de Déu, la qual simbolitza la glòria i l’alegria. Finalment, també s'observa el tema de la religió cristiana; d’una banda, amb la presència de l’Agnus Dei, i d’altra, amb la contraposició de l’escena principal relacionada amb la cristiandat i la innocència.